# Christoph Martin Vogtherr
Christoph Martin Vogtherr (* 17. Januar 1965 in Uelzen) ist ein deutscher Kunsthistoriker. Seit dem 7. Februar 2019 ist er Generaldirektor der Stiftung Preußische Schlösser und Gärten Berlin-Brandenburg.

## Ausbildung
Christoph Martin Vogtherr studierte Kunstgeschichte, Mittelalterliche Geschichte und Klassische Archäologie an der Freien Universität Berlin, der Universität Heidelberg und am Trinity College in Cambridge. 1996 wurde er an der Freien Universität Berlin mit einer Arbeit zur Gründung der Berliner Museen 1797–1835 promoviert.

## Beruf
Bereits während des Studiums war Vogtherr freier Mitarbeiter des Museumspädagogischen Dienstes in der  Berliner Nationalgalerie. Von 1995 bis 1996 arbeitete er als Forschungsassistent in der Berliner Akademie der Künste. Nach einem zweijährigen Wissenschaftlichen Volontariat in der Stiftung Preußische Schlösser und Gärten Berlin-Brandenburg (SPSG) wurde er hier 1998 Sammlungskustos für die Malerei der romanischen Schulen. Als Projektleiter bzw. Kurator betreute er die Ausstellungen „Friedrich Wilhelm II. und die Künste“ (Potsdam, 1997), „Sophie Charlotte und ihr Schloss“ (Berlin, 1999), „Die ,Briefsieglerin‘ von Jean Siméon Chardin“ (Berlin, 2003) und „De Vernie à Sans Souci. Le roman comique illustré“ (Berlin und Le Mans, 2004). Darüber hinaus war er Mitautor des 2004 veröffentlichten Verlustkatalogs „Zerstört Entführt Verschollen. Die Verluste der preußischen Schlösser im Zweiten Weltkrieg: Gemälde I“ und verantwortete den Bestandskatalog „Französische Gemälde I: Watteau Pater Lancret Lajoüe“, der 2011 erschien.
2007 wechselte Vogtherr als Kurator an die Londoner Wallace Collection, deren Direktor er 2011 wurde. In dieser Zeit konzipierte und realisierte er Ausstellungen wie „Watteau at the Wallace Collection“, „Jean de Jullienne. Collector and Connoisseur“ (beide London, 2011), „De Watteau à Fragonard. Les Fêtes galantes“ (Paris, 2014), „French Drawings from the Time of Gainsborough“ (Sudbury, 2016), „The Middle. Tom Ellis at the Wallace Collection“ (London, 2016).
Von 2016 bis 2018 war Vogtherr als Nachfolger von Hubertus Gaßner Direktor der Hamburger Kunsthalle und initiierte 2017 die partizipative Ausstellung „Open Access“ und 2018 die Schau „Thomas Gainsborough. Die moderne Landschaft“. Am 1. November 2018 berief ihn der Stiftungsrat der Stiftung Preußische Schlösser und Gärten Berlin-Brandenburg als Nachfolger von Hartmut Dorgerloh zum Generaldirektor. Am 7. Februar 2019 trat Vogtherr das Amt an.
Nach Lehraufträgen an der Humboldt-Universität (1998–2001) und der Freien Universität (2001–2007) in Berlin war Vogtherr Visiting Professor an der University of Buckingham (2009–2014) und Lehrbeauftragter an der Universität Hamburg (2016–2019). Seit 2019 lehrt er an der Technischen Universität Berlin.

## Forschung
Wissenschaftlich hat sich Vogtherr intensiv mit der Geschichte der preußischen Schlösser, der französischen Kunst des 18. Jahrhunderts, der Geschichte des Kunstsammelns im 18. und 19. Jahrhundert befasst und jeweils Publikationen vorgelegt.

## Aktuelle Gremien- und sonstige Mitgliedschaften
- Association des Résidences Royales Européennes (ARRE), Vice President (seit Juni 2019)

## Veröffentlichungen (Auswahl)

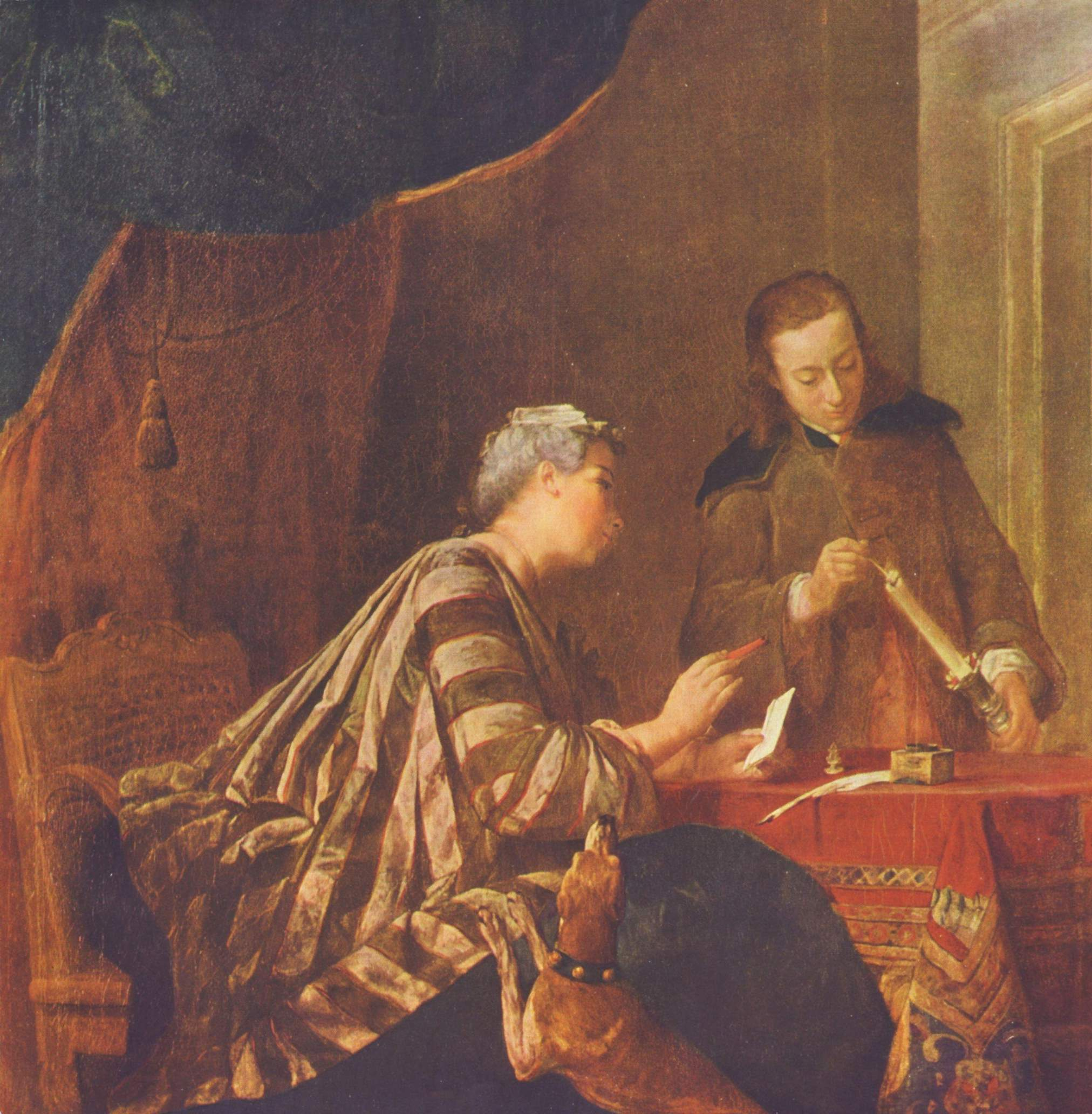
Jean-Siméon Chardin: Die Briefsieglerin

- Das königliche Museum zu Berlin. Planungen und Konzeption des ersten Berliner Kunstmuseums, Jahrbuch der Berliner Museen 39, 1997, Suppl., ISBN 3-7861-1972-4.
- Die Bildergalerie von Sanssouci, Berlin 1999, ISBN 3-8148-0013-3.
- Nicolas Lancret, Porträt der Tänzerin Maria Sallé, Patrimonia 217, Berlin/Potsdam 2001.
- Nicolas Lancret, Der Guckkastenmann, Stiftung Preußische Schlösser und Gärten Berlin-Brandenburg, Berlin 2003.
- mit Gerd Bartoschek: Zerstört Entführt Verschollen. Die Verluste der preußischen Schlösser im Zweiten Weltkrieg: Gemälde I, Stiftung Preußische Schlösser und Gärten Berlin-Brandenburg, Potsdam 2004.
- mit Mechthild Most: Die Briefsieglerin von Jean-Siméon Chardin, Stiftung Preußische Schlösser und Gärten Berlin-Brandenburg, Potsdam 2003.
- mit S. Duffy: Miniatures in the Wallace Collection, London 2010.
- mit Jens Bartoll und Ursula Baumer: Französische Gemälde. Watteau, Pater, Lancret, Lajoüe, Stiftung Preußische Schlösser und Gärten, Berlin 2011, ISBN 978-3-05-004652-5.
- Watteau at the Wallace Collection, Holberton, London 2011, ISBN 978-0-900785-84-9.
- mit Mary Tavener Holmes: De Watteau à Fragonard, Musée Jacquemart-André, Paris 2014, ISBN 978-94-6230-046-0.
- Hrsg., mit M. Preti und G. Faroult: Delicious Decadence – The Rediscovery of French Eighteenth-Century Painting in the Nineteenth Century, London 2014.